# Отмирание государства
Отмира́ние госуда́рства — одно из положений классического марксизма, заключающее в себе идею о том, что в ходе движения к коммунизму на этапе социализма государство постепенно исчерпывает себя как социальный институт, в конечном счёте исчезая из общества вовсе.

Термин восходит к работе Ф. Энгельса «Анти-Дюринг» (1878):
Государство было официальным представителем всего общества, оно объединяло его в одной видимой организации, но оно исполняло эту роль лишь постольку, поскольку было государством того класса, который сам являлся представителем всего современного ему общества: в древности-государством граждан-рабовладельцев; в средние века — феодального дворянства; в наше время — буржуазии. Сделавшись, наконец, действительным представителем всего общества, оно станет излишним. Когда не будет общественных классов, которые нужно держать в подчинении, когда не будет господства одного класса над другим и борьбы за существование, коренящейся в современной анархии производства, когда будут устранены вытекающие отсюда столкновения и насилия, тогда уже некого будет подавлять и сдерживать, тогда исчезнет надобность в государственной власти, исполняющей ныне эту функцию. Первый акт, в котором государство выступит действительным представителем всего общества, — обращение средств производства в общественную собственность, — будет его последним самостоятельным действием в качестве государства. Вмешательство государственной власти в общественные отношения станет мало-по-малу излишним и прекратится само собою. На место управления лицами становится управление вещами и руководство производственными процессами. Государство не „отменяется“, оно отмирает». В письме Энгельса к Ф. Ван-Паттену 1883 года, первый отмечал: "Маркс и я с самого 1845 г. всегда придерживались того взгляда, что одним из конечных результатов грядущей пролетарской революции будет постепенное растворение [dissolution] и в конечном счете исчезновение политической организации, именуемой государством...
В России тезис получил дальнейшее развитие в работе В.И. Ленина «Государство и революция» (издана в мае 1918 года), в которой он, в частности писал, поясняя слова Энгельса из его письма Бебелю: «Только в коммунистическом обществе, когда сопротивление капиталистов уже окончательно сломлено, когда капиталисты исчезли, когда нет классов (т.е. нет различия между членами общества по их отношению к общественным средствам производства), — только тогда „исчезает государство и можно говорить о свободе“».
Конституция РСФСР (1925) начиналась со следующих слов: «Настоящая Конституция (Основной закон) Российской социалистической федеративной советской республики <…> имеет своей задачей гарантировать диктатуру пролетариата в целях подавления буржуазии, уничтожения эксплуатации человека человеком и осуществления коммунизма, при котором не будет ни деления на классы, ни государственной власти».
Концепция стала предметом внутрипартийных (ВКП(б)) споров и борьбы; была переформулирована И. В. Сталиным на пленуме ЦК ВКП(б) в апреле 1929 года, где осуждению был подвергнут «правый уклон» в партии, то есть позиция Н. Бухарина: Сталин выдвинул тезис о том, что ленинское учение о государстве не есть теория упразднения государства, но теория «создания нового государства пролетарской диктатуры».
Учение Сталина о социалистическом государстве было сформулировано в марте 1939 года в его докладе на XVIII съезде ВКП(б), в котором он, в частности, говорил: «<…> Как видите, мы имеем теперь совершенно новое, социалистическое государство, не виданное еще в истории и значительно отличающееся по своей форме и функциям от социалистического государства первой фазы. Но развитие не может остановиться на этом. Мы идем дальше, вперед, к коммунизму. Сохранится ли у нас государство также и в период коммунизма? Да, сохранится, если не будет ликвидировано капиталистическое окружение, если не будет уничтожена опасность военного нападения извне, причем понятно, что формы нашего государства вновь будут изменены сообразно с изменением внутренней и внешней обстановки».
На XXI съезде КПСС (1959 г.) было заявлено о «полной и окончательной победе» социализма в СССР и переходе к «развернутому строительству коммунизма». Был разработан проект третьей Программы КПСС, ставившей целью к 1981 г. построить основы коммунистического общества, для чего требовалось создать «коммунистические общественные отношения, основанные на народном самоуправлении с постепенным отмиранием государства».
На XXII съезде КПСС (1961 г.) принята третья Программа партии, целью которой провозглашалось строительство коммунизма. Исторические рамки Программы были определены в 20 лет, в течение которых предполагалось воспитать «человека коммунистического труда» и завершить переход к эпохе коммунизма. Помочь этому был призван включенный в партийную программу «Моральный кодекс строителя коммунизма».